# Teobaldo Power
Pour les articles homonymes, voir Power.
Teobaldo Power y Lugo-Viña, né le 6 janvier 1848 à Santa Cruz de Tenerife − mort le 16 mai 1884 à Madrid, est un pianiste et compositeur espagnol. Son œuvre la plus célèbre sont les Cantos Canarios.

## Biographie
Descendant de marchands irlandais et d’un père militaire, il se démarque dès son jeune âge par son talent au piano et en tant que compositeur. Il étudie avec son père, pianiste et compositeur, dès l'âge de sept ans et se produit à onze ans au piano à Madrid et Barcelone,. En tant qu'enfant prodige il est capable de surprendre les intellectuels de l’époque. En 1858, il s’installe à Barcelone, où il est le disciple du compositeur Gabriel Balart.
Quatre ans plus tard, il se rend à Paris pour des études de piano avec Antoine-François Marmontel et d’harmonie avec Elwart, études qu’il termine à seulement 18 ans. Ensuite sa carrière fulgurante le mène à Tenerife, Grande Canarie, Cuba, Madrid, Lisbonne, Madère, Malaga. Entre ces voyages et en raison de sa santé délicate, il passe une saison dans son île natale de Tenerife, en particulier dans la ville de Las Mercedes, où il compose les Cantos Canarios, dans lesquels il s’inspire des airs populaires des îles Canaries.
En 1882, il se présente presque simultanément à l’examen pour le poste de professeur de piano au Conservatoire royal supérieur de musique de Madrid et à celui de deuxième organiste de la Chapelle Royale, et réussit les deux.
Il meurt à seulement 36 ans à Madrid, atteint de la tuberculose.

## Œuvre
Teobaldo Power compose pour l'orchestre et des pièces pour piano. Sa sonate en quatre mouvements est composée dans un contexte où, en Espagne, elle avait pratiquement disparu à la fin du XIXe siècle. C'est une grande œuvre romantique portée par un premier mouvement en forme de mouvement perpétuel et des motifs d'octave implacables dans la finale.
Piano
- Grand sonate
- Cantos Canarios
- Polaca de concierto
- Canción española
- Vals de bravura
- Vals brillante
- Doce estudios artísticos
- Tanganillo
- Barcarola

Orchestre
- La Aurora
- Polaca de concierto (1878)
- Cantos Canarios (1883)
- Sinfonía en do menor

Opéra
- A Normand, Normand et demi

## Discographie
- Cantos canarios : Canto del Güeyero ; Arroró ; Folías ; Tajaraste ; Seguidillas ; Malagueñas ; Isa-Tanganillo - Los Sabandeños (BMG) (OCLC 431116527)

Pièces isolées
- Barcarola dans El último adiós : música en la España romántica - Patrick Cohen, piano (avril 1995, Glossa GCD 920501) (OCLC 914321736)

## Hommage
- L’Auditorium Teobaldo Power de Tenerife (anciennement le cinéma Orotava et plus anciennement la Casa Curras, un bâtiment du XVIIIe siècle), est une salle de spectacle nommée en son honneur depuis 1957. Elle peut recevoir mille spectateurs et sert pour de nombreux enregistrements, en raison de son excellente acoustique[4].

## Source
1. 1 2 3  Grove 2001.
2. ↑  (es) « Teobaldo Power y Lugo-Viña », sur dbe.rah.es (consulté le 4 novembre 2021)
3. ↑  (es) Hernández, « El niño prodigio del piano del XIX », Diario La Provincia,‎ 14 de febrero de 2013.
4. ↑  (es) « Auditorio Teobaldo Power », sur laorotava.es